# Finale della Coppa del mondo per club FIFA 2009
La finale della 6ª edizione della Coppa del mondo per club FIFA si è tenuta il 19 dicembre 2009 allo Stadio Sheikh Zayed di Abu Dhabi tra gli argentini dell'Estudiantes, vincitori della Coppa Libertadores 2009, e gli spagnoli del Barcellona, vincitori della UEFA Champions League 2008-2009.

## Il cammino verso la finale

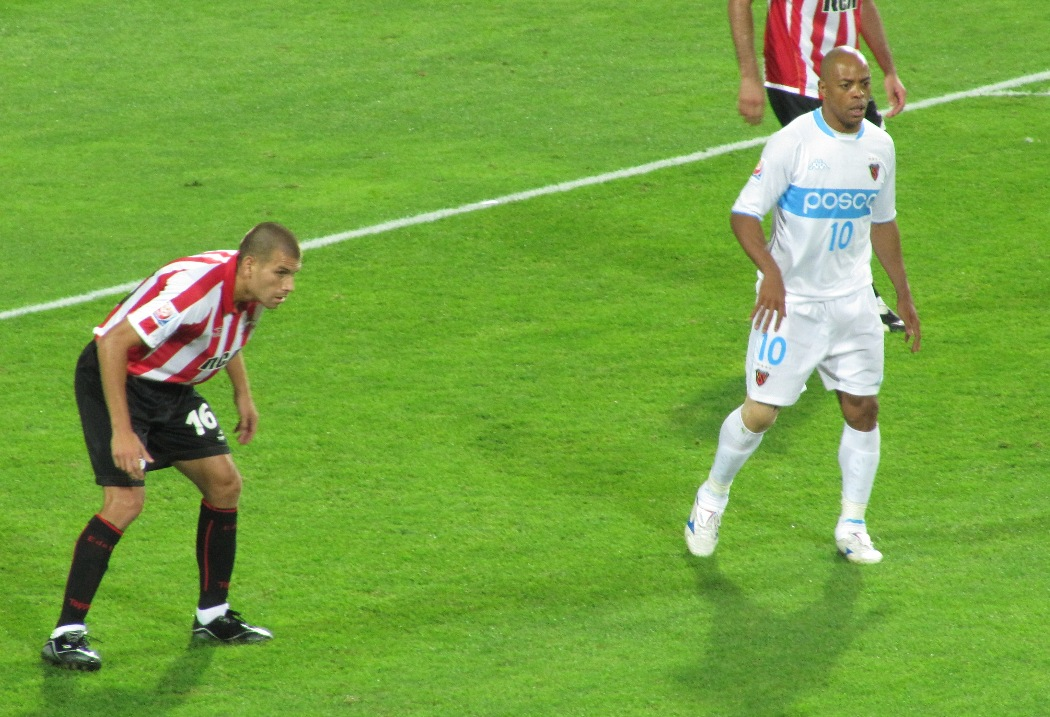
Una fase della semifinale tra Pohang Steelers ed Estudiantes.

L'Estudiantes ha superato in semifinale i Pohang Steelers, campioni della AFC Champions League 2009, per 2-1.
Il Barcellona è arrivato in finale eliminando l'Atlante, vincitore della CONCACAF Champions League 2008-2009, per 3-1.

## La partita

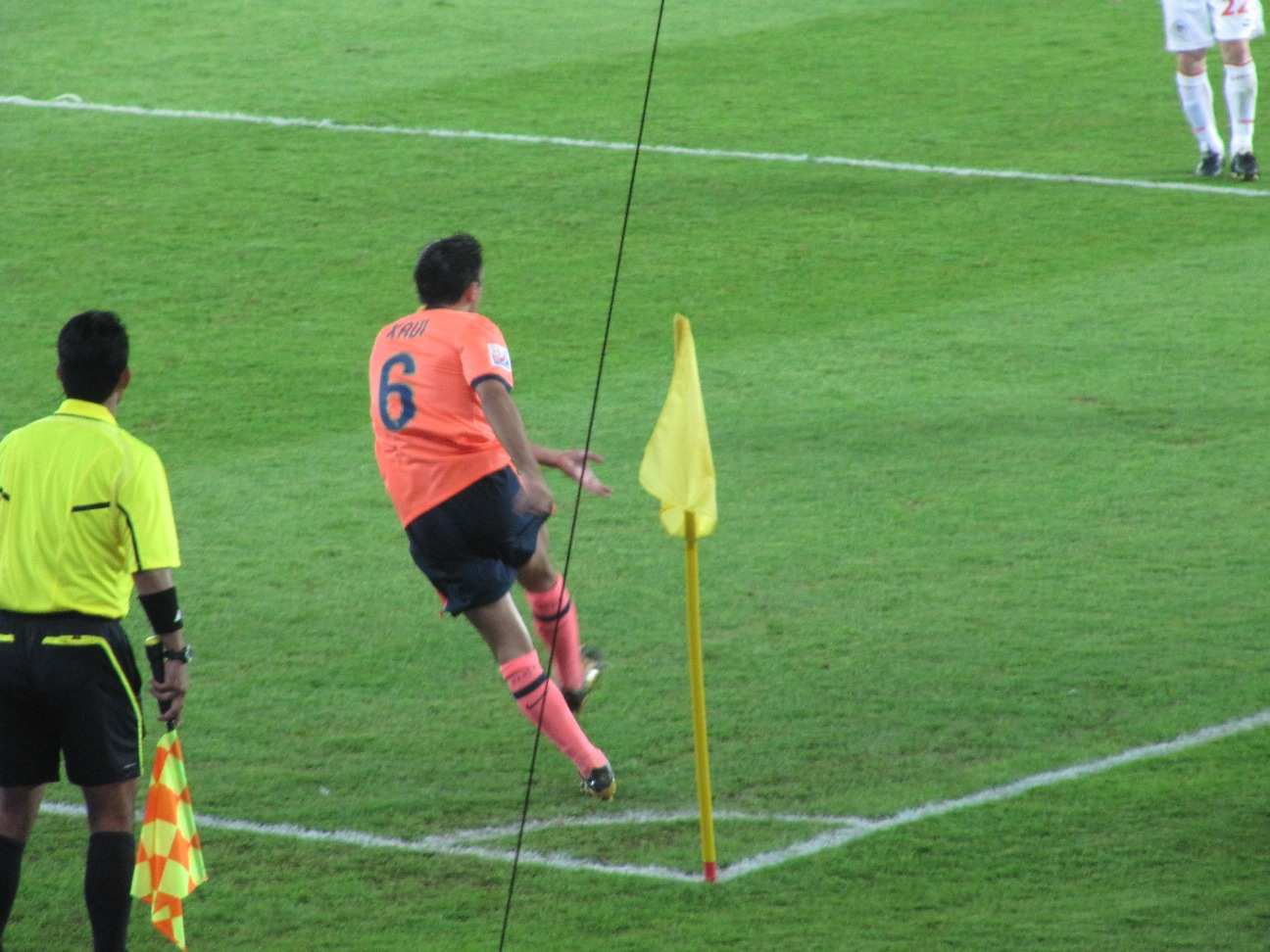
Xavi batte un calcio d'angolo durante la finale.

La partita vede gli argentini partire forte e rendersi pericolosi con Pérez su assist di Verón. Con il passare dei minuti il Barcellona prende in mano il controllo del gioco e arriva vicino al vantaggio con Xavi servito di tacco da Ibrahimović. Al 37', a sorpresa, l'Estudiantes passa: cross di Pérez per Boselli che di testa anticipa Puyol e Abidal superando Valdés. Il secondo tempo vede gli spagnoli riversati nella metà campo avversaria alla ricerca del pareggio, che tarda ad arrivare soprattutto per la mancanza di precisione da parte degli attaccanti. Quando la gara sembra concludersi a favore degli argentini, il colpo di testa di Pedro (89') vale i supplementari. Nei supplementari il Barcellona appare galvanizzato rispetto agli avversari e passa in vantaggio con Messi che insacca di petto nel tentativo di colpire il pallone di testa.
Per il Barcellona si tratta del primo successo nella competizione.

## Tabellino
| Arbitro: | Benito Archundia |

|             |           |                      |
| Boselli 37’ | Marcatori | 89’ Pedro 110’ Messi |

| Estudiantes | Barcellona |

Formazioni:
| P                 | 25 | Damián Albil             |       |       |
| D                 | 2  | Leandro Desábato         | 119’  |       |
| D                 | 30 | Clemente Rodríguez       | 58’   |       |
| D                 | 3  | Christian Cellay         |       |       |
| D                 | 16 | Germán Ré                |       | 90+1’ |
| D                 | 13 | Juan Manuel Díaz         | 45+2’ |       |
| C                 | 22 | Rodrigo Braña            | 119’  |       |
| C                 | 8  | Enzo Pérez               | 65’   | 79’   |
| C                 | 11 | Juan Sebastián Verón (C) |       |       |
| C                 | 23 | Leandro Benítez          |       | 76’   |
| A                 | 17 | Mauro Boselli            |       |       |
| Sostituti:        |    |                          |       |       |
| C                 | 5  | Matías Sánchez           | 94’   | 76’   |
| C                 | 18 | Maxi Núñez               |       | 79’   |
| D                 | 21 | Marcos Rojo              | 112’  | 90+1’ |
| Allenatore:       |    |                          |       |       |
| Alejandro Sabella |    |                          |       |       |

| P             | 1  | Víctor Valdés      | 118’ |     |
| D             | 2  | Dani Alves         |      |     |
| D             | 3  | Gerard Piqué       |      |     |
| D             | 5  | Carles Puyol (C)   |      |     |
| D             | 22 | Éric Abidal        |      |     |
| C             | 15 | Seydou Keita       |      | 46’ |
| C             | 6  | Xavi               |      |     |
| C             | 16 | Sergio Busquets    |      | 79’ |
| A             | 10 | Lionel Messi       | 23’  |     |
| A             | 14 | Thierry Henry      | 82’  | 83’ |
| A             | 9  | Zlatan Ibrahimović |      |     |
| Sostituti:    |    |                    |      |     |
| A             | 17 | Pedro              |      | 46’ |
| C             | 24 | Yaya Touré         |      | 79’ |
| A             | 7  | Jeffrén            |      | 83’ |
| Allenatore:   |    |                    |      |     |
| Pep Guardiola |    |                    |      |     |